# Lithobates catesbeianus
La rana toro anche conosciuta come rana bue (Lithobates catesbeianus [Shaw, 1802]) è un anfibio anuro della famiglia Ranidae, originario del Nord America.
Il nome deriva dal suo particolare gracidio che può ricordare il muggito dei bovini.

## Descrizione

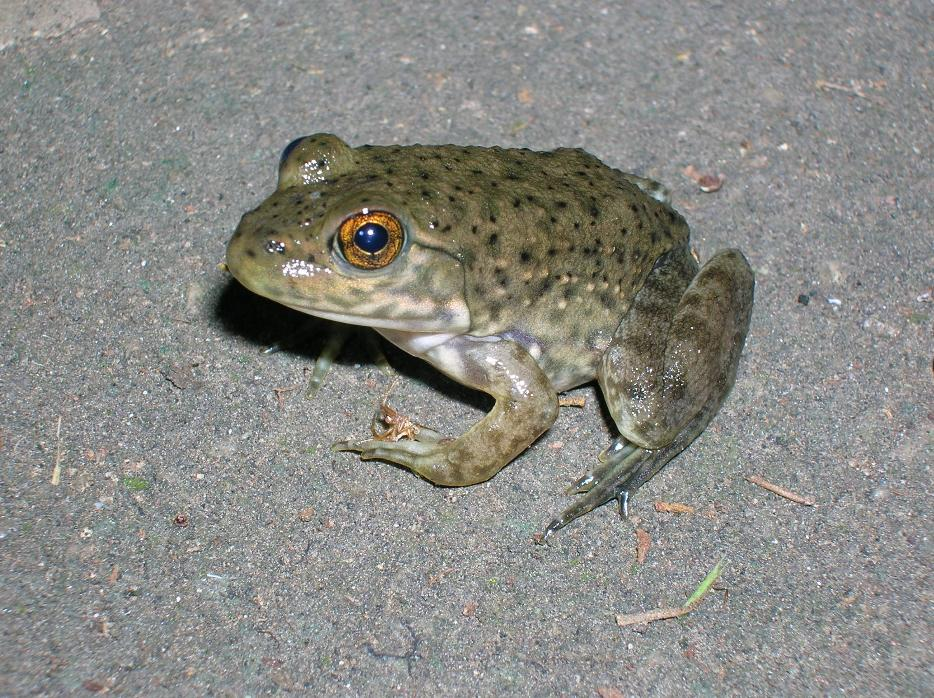

È uno dei più grossi anfibi, capace di raggiungere i 20 cm di lunghezza (zampe escluse) e 750 g di peso. Le femmine sono più piccole dei maschi.
Si presenta molto simile alla rana verde comune. La distinguono la presenza di una membrana timpanica molto grande ed evidente (soprattutto nel maschio, di dimensione molto maggiore dell'occhio, mentre nella femmina è più piccolo) che può arrivare a raggiungere le dimensioni dell'occhio, e una struttura corporea decisamente robusta, e l'assenza di pliche dorsolaterali. Ha una bocca ampia che gli permette di mangiare grosse prede. Il corpo ha una colorazione verde-brunastra, che con le basse temperature diventa più scura. Le zampe sono spesso a strisce.

## Biologia

### Comportamento
I girini possono essere molto voraci: a volte possono mangiare gli esemplari più piccoli della loro stessa specie. La metamorfosi può avvenire nel corso di 3 anni.

In libertà può vivere per 8-10 anni, in cattività fino a 16 anni.

### Alimentazione
Si nutre di invertebrati e di piccoli vertebrati. Se addomesticata, si nutre anche di sarde e alici mangiando con le mani. 

### Riproduzione
La rana toro raggiunge la maturità sessuale a 3-5 anni. In primavera il maschio emette il suo richiamo per allontanare altri maschi, per evitare che attraggano le femmine. Durante l'accoppiamento il maschio si aggrappa con le zampe posteriori alla femmina, per fecondare le uova, fino a 40 000. Le uova si schiudono dopo 3-5 giorni dalla deposizione.

## Distribuzione e habitat

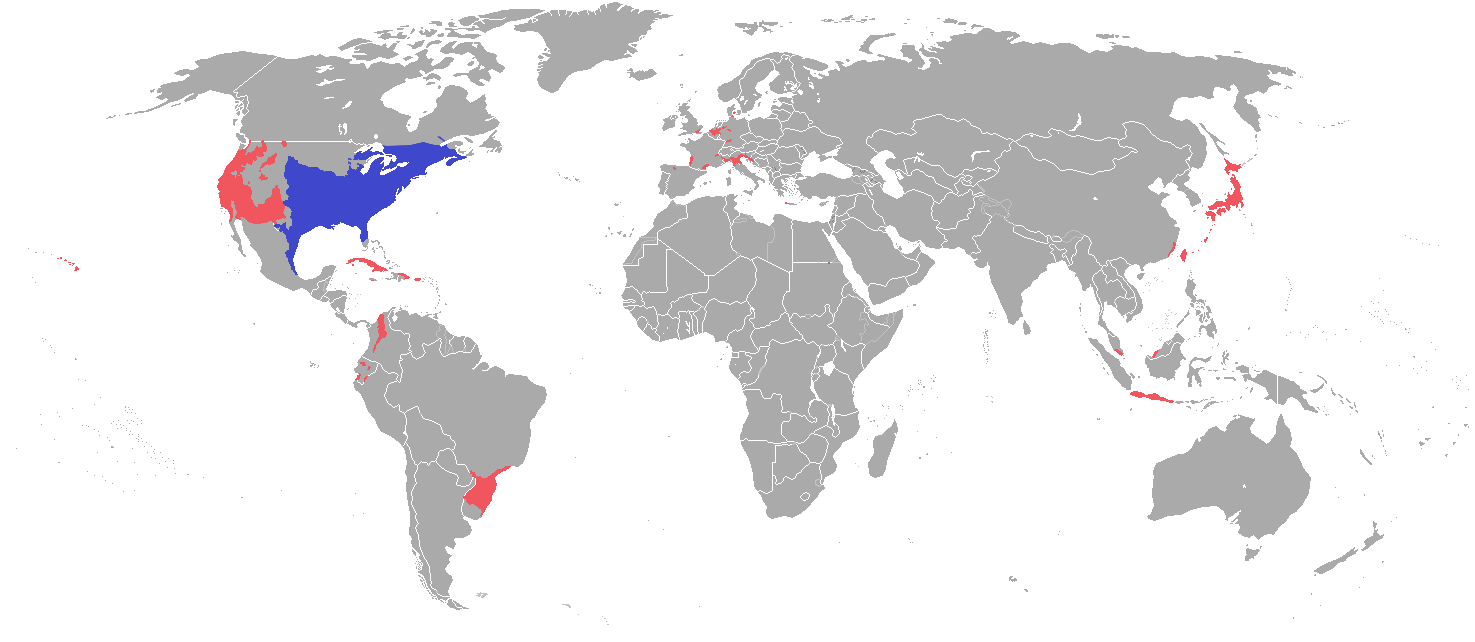
Blu zona d'origine, rosso zona dove è stata introdotta

La rana toro è originaria degli Stati Uniti orientali e centrali e di alcune zone del Canada sud-orientale.

Le sue dimensioni, davvero ragguardevoli, hanno attirato l'interesse alimentare dell'uomo e, di conseguenza, facilitato la sua introduzione per via antropica in varie zone del mondo, prima fra tutte Cuba, dove si è diffusa in modo tale da consentirne la caccia organizzata con ampio commercio. La rana toro è stata importata anche in Eurasia: in Italia si è naturalizzata ed è divenuta infestante nelle vasta rete di fiumi, laghi e canali artificiali che circondano Mantova, nei dintorni di Pavia e alla Malbosteria e nel Lazio, qui presente storicamente in canali di drenaggio nella zona del litorale romano (Pizzuti & Cattaneo, 2008) e in vecchie cave di argilla lungo il bacino del fiume Tevere (Grano & Cattaneo, 2014).

Dopo che un proprietario terriero girondino, per puro capriccio di ricco, avrebbe importato delle rane toro dagli Stati Uniti negli anni Sessanta, la specie prolifera in tutta la Francia. Oggi si assiste a una vera e propria invasione e la rana toro non esita a divorare gli altri anfibi che vi erano insediati da secoli.
L. catesbeianus è inserita nell'elenco delle 100 tra le specie invasive più dannose al mondo e gli impatti da essa causati negli ecosistemi invasi sono ascrivibili soprattutto alla sua dieta generalista e grande voracità. Questo anfibio preda infatti una vasta gamma di animali, a patto che le loro dimensioni lo permettano: piccoli mammiferi, grossi insetti, pesci, uccelli, rettili e, soprattutto, altri anfibi. Dove presente mette quindi in pericolo la sopravvivenza delle popolazioni locali di questi animali, che non riescono a reagire all'efficace predazione dei numerosi individui di questo predatore alloctono. Inoltre, è responsabile della diffusione della chitidriomicosi, malattia fungina mortale per gli anfibi autoctoni, della quale la rana toro è invece portatrice sana.